# Michel de Beaupuy
Pour les articles homonymes, voir Beaupuy.
Armand Michel Bacharetie de Beaupuy, né le 14 juillet 1755 à Saint-Médard-de-Mussidan (Dordogne), tué le 19 octobre 1796 au Val d'Enfer (Forêt-Noire), est un général de division de la Révolution française.

## Biographie

### Républicain d'origine noble

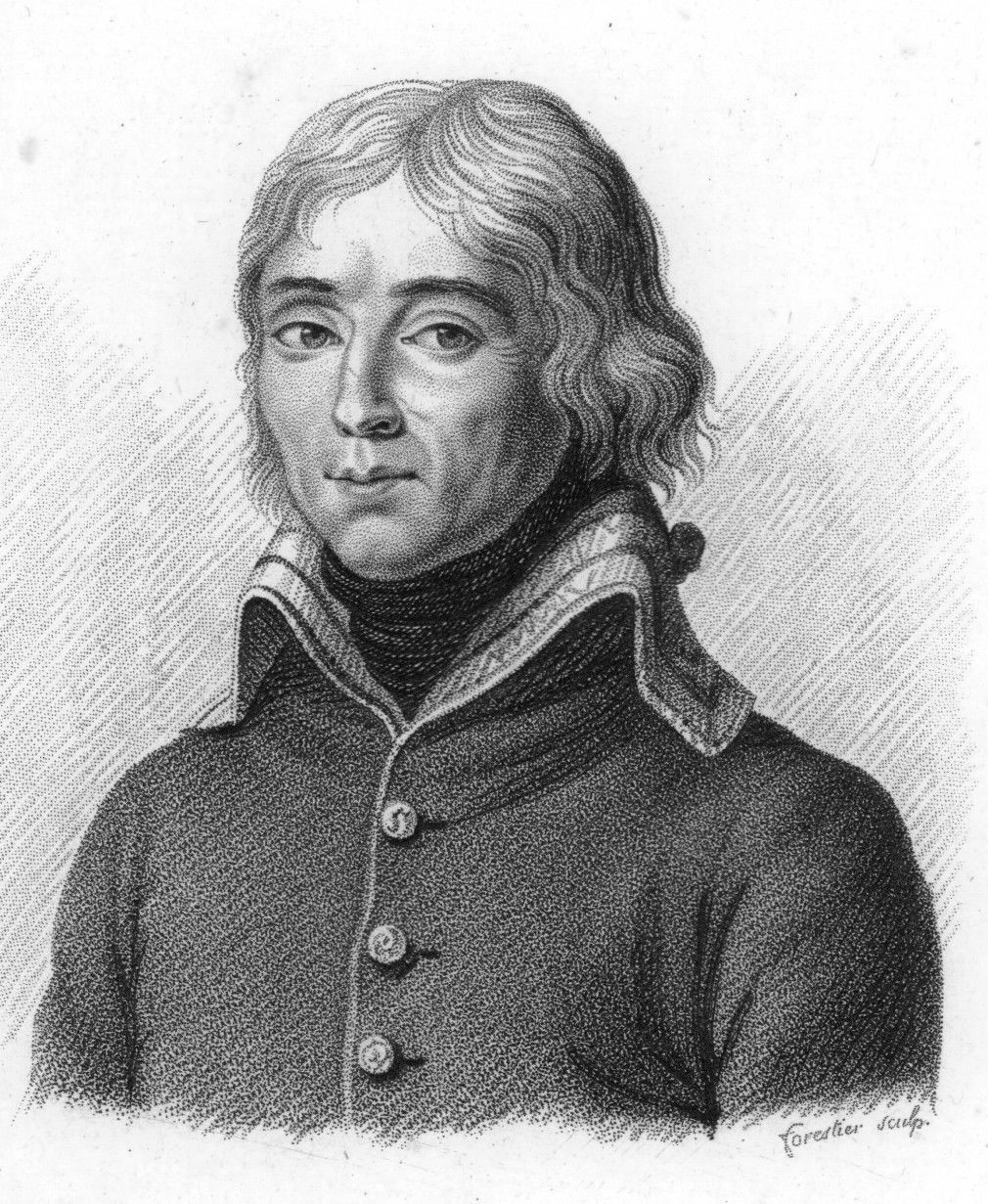
Le général Beaupuy

Michel Beaupuy est né dans une famille appartenant à la noblesse du Périgord. À 16 ans il s'engage comme simple soldat dans l'armée du Roi, et deux ans plus tard il est sous-lieutenant au régiment de Bassigny.

### Soldat républicain
En 1792, commandant d'un bataillon de volontaires de la Dordogne, il est remarqué, puis fait général de brigade le 31 août 1793. Il participe au siège de Mayence, puis après la reddition de la ville, il est envoyé en Vendée avec l'armée de Mayence. Il y remporte une victoire à La Tremblaye. Il est blessé une première fois à Château-Gontier et une deuxième fois au siège d'Angers.
Il passe sa convalescence auprès de sa famille à Mussidan, puis regagne la Vendée en mai 1794, comme chef d'état-major du général Vimeux, commandant en chef par intérim de l'Armée de l'Ouest.
En 1794, il est appelé à l'Armée de Rhin-et-Moselle, pour combattre en Allemagne et se distingue au combat de Frankental le 14 novembre 1795. Il est blessé de 7 coups de sabre au combat de Kork le 26 juin 1796. Il participe au combat de Neresheim les 10, 11 et 12 août 1796. Il décide de la victoire au combat de Geisenfeld le 1er septembre et contribue à la victoire de Biberach le 2 octobre 1796. Il commande l'arrière-garde lors de la retraite du général Moreau dans la Forêt-Noire. C'est là qu'il est tué par un boulet de canon au Val d'Enfer à la bataille d'Emmendingen le 19 octobre 1796.

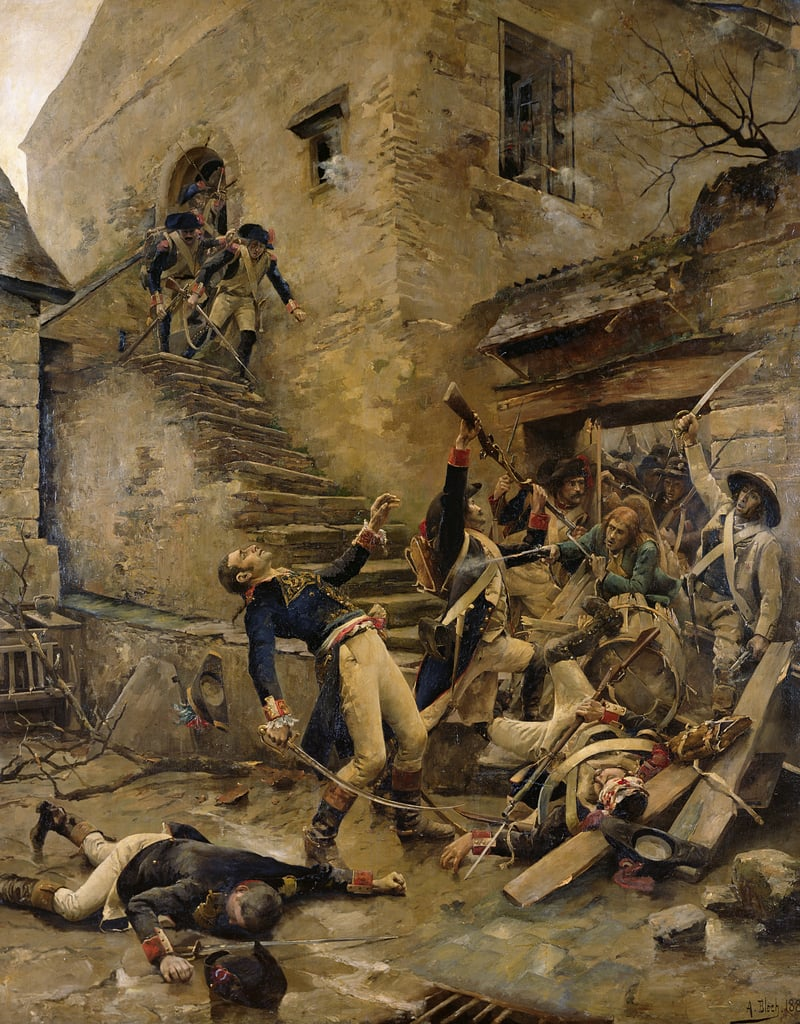
Mort du général Beaupuy, huile sur toile d’Alexandre Bloch, 1888.

## Hommages

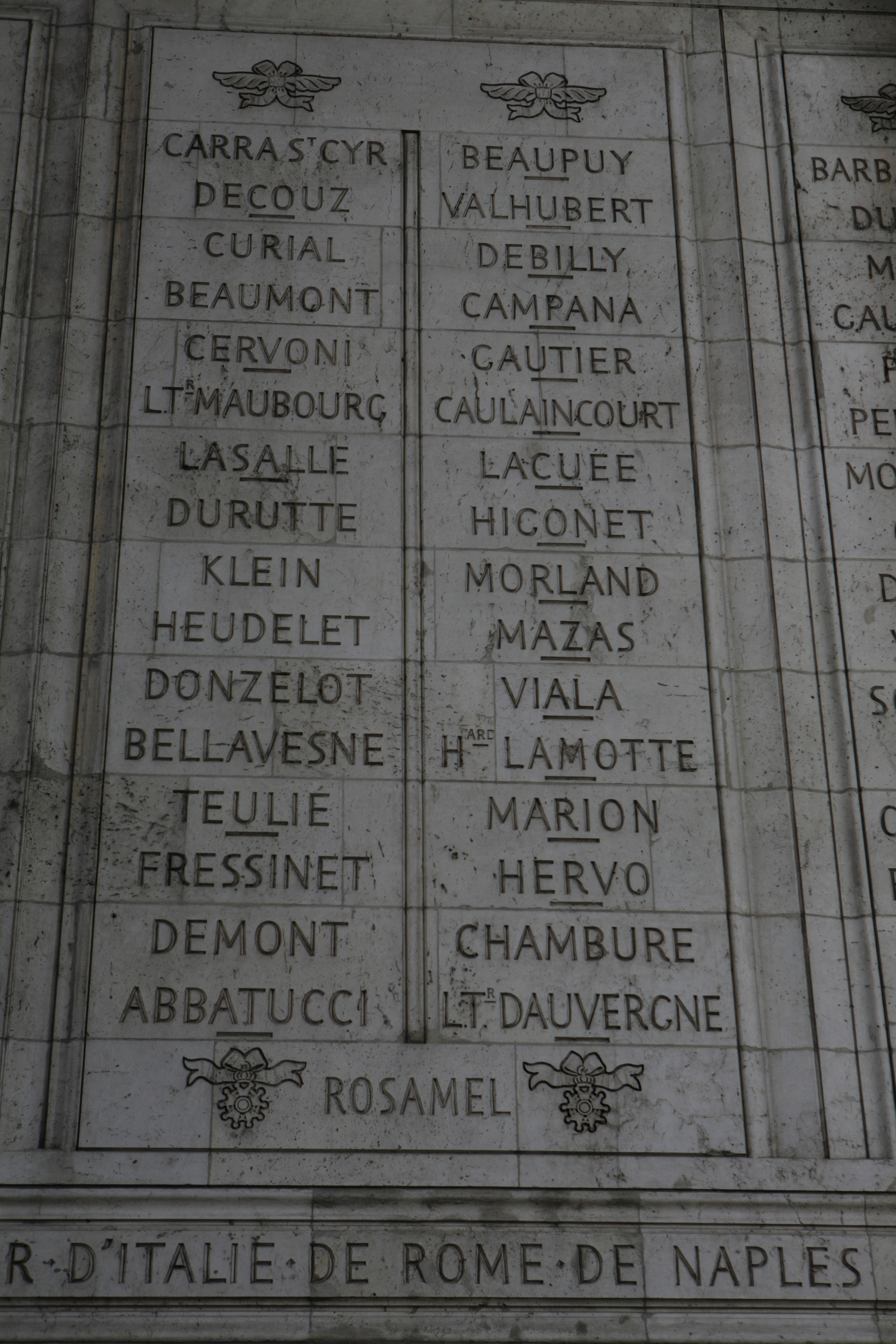
Noms gravés sous l'arc de triomphe de l'Étoile : pilier Est, 17e et.

- Monument à Volgelsheim (Haut-Rhin)

En 1801, construction d'un monument sur le territoire de la commune de Volgelsheim, non loin de Neuf-Brisach. À la fin des années 1850, le monument est inachevé, dégradé et couvert de végétation, il est remis en état et terminé à l'initiative du colonel Ferru, à la tête du 63e régiment d'infanterie arrivé en garnison à Neuf-Brisach en 1861. La dépense est prise en charge par les militaires du régiment, et les villes de Neuf-Brisach et Mussidan. Lors de cette reconstruction où seul un boulet est trouvé dans le sol, le monument achevé, comporte quatre faces et des inscriptions, l'une d'elles indique « L'armée de Rhin et de Moselle au général de division Bachartie de Beaupuy né à Mussidan, Dordogne le 14 juillet 1755 ». Il est détruit par les Allemands en 1940, et en 1979 est inauguré le monument visible actuellement.
- Monument inauguré en 1897 (sans la statue du sculpteur Adolphe Rivet, fondue en 1943) à Mussidan, sur la place qui porte son nom[6].